# Tupaia nicobarica
Tupaia nicobarica là một loài động vật có vú trong họ Tupaiidae, bộ Scandentia. Loài này được Zelebor mô tả năm 1869.